# 著作権エージェント
著作権エージェント（ちょさくけんエージェント、Literary Agent）とは、著作権者の代理人（Agent）として出版社へ著書を紹介したり、契約・著作権の管理を行なったりする職業である。著作権代理人とも。以下では個人や会社を問わず「代理人」と表記する。

## 概要
欧米の出版界では著者や著作権者が出版社と直接交渉することは少なく、代理人を仲介するのが一般的である。代理人は著者に代わって印税や各種の権利がより有利な条件になるよう出版社と交渉する業務である。代理人の報酬は売り上げの一部から支払われることが多いため、売り上げを伸ばせば収入も増加することが多い。
著作権者にとっての利点は、出版権以外にも映像化権や翻訳権の許諾など、二次的使用権に関する複雑な契約による事務作業の煩わしさを回避するだけでなく、不利な契約を結ばないようにするという予防的な意味も持っている。例としてスティーヴン・キングはキャリー出版のためダブルデイと直接契約したが、ペーパーバック版の出版権が40万ドルで他社に転売（キングの取り分は20万ドル）されるなどの不利な契約を改善するため、後に代理人と契約することになった。
特にメディアミックスや海外展開が一般的となった近年では、著作権法や契約交渉の専門家ではない著作権者が担当するのは不可能に近く、これらに精通した代理人の重要度は増している。またDTPや電子書籍が手軽になったことで出版社を通さずに出版が可能となっているが、編集・装丁から宣伝・各種の権利交渉まで自力で行うのは知識的・時間的に限界があり、これらの各専門家にコネクションを持つ代理人には一定の需要がある。
出版社側にとっては、新人の発掘や作品の確保のために従業員を配置する必要がなくなるため、結果として人件費の削減につながる。
代理人となるための資格や法的な許可などは存在しないが、2年以上の業務経験と倫理規定に合意した代理人の協会として「Association of Authors' Representatives（AAR）」が存在し、ここに加盟していればある程度の信頼は保証される。

## 編プロ・出版社との違い
編集者（編集プロダクション）との違いは、代理人は交渉や著作権の管理、広報活動であり、著作物の内容には立ち入らない。編集が必要な場合は編集者や編プロを手配する。
出版社との違いは、代理人は編プロや装丁家を紹介することはあっても、自ら雇ったり出版することはない（報酬や費用は出版社か著者が支払う）。しかし契約者を増やすため、既存作家との契約維持だけでなく、新人の発掘（新人賞の創設など）をする点は共通している。欧米では本の見本市に代理人や事務所がブースを設けるなどして若手の発掘を行っている。エルサレム国際ブックフェアでは若手作家と代理人が交流するプログラムが設けられている。ボローニャ国際児童図書展では参加した代理人により商談が行われる。
フリーランスの場合は自由に業務範囲を決められるため、椎名ゆかりのように翻訳まで手がける代理人も存在する。
編集者が立ち上げた著作権エージェンシーなどは、編集能力を生かして出版社から編集作業を請け負うこともある。

## 専門化
代理人にも得意とする分野があり、美術書や学術出版、漫画専門など分野に特化した代理人が存在する。特に出版社に代わって翻訳権の取得や未翻訳書の発掘・紹介を専門にする「著作権仲介エージェント」は、代理人ビジネスが一般的でない日本でも1940年代から存在していた。また仲介エージェントにも日本の漫画の翻訳権を専門するなど、さらに細分化が進んでいる。

## 影響
J・K・ローリングの『ハリー・ポッターと賢者の石』は1995年に完成していたが、当初児童向けにしては長すぎたため持ち込んだ12の出版社に断られた。しかし代理人のクリストファー・リトルは新人による児童書の出版に取り組んでいた出版社を探し出し、1997年に出版を実現させるなど、代理人の努力によってヒット作が生まれることもある。
著者・作品に対して大きな影響力を持つ代理人ではあるが、基本的に契約関係であるため前述のクリストファーのように関係悪化を理由に契約を解除されることもある。

## 日本
日本の出版界では、著者は出版社の編集者と直接連絡を取り合って出版までこぎ着けるのが慣例であり、仲介エージェントは存在していたが、欧米的な契約形態の代理人は存在しなかった。しかし1998年に早川書房の編集者だった村上達朗がボイルドエッグズを設立して以降、出版社の編集者が独立して代理人業を始める例が増えている。
日本では歴史が浅いため「出版エージェント」「出版コンサルタント」など名称も様々であり、編集プロダクションとの区分けも曖昧であり、編プロの他にも企業から広告漫画の製作を請け負う広告代理店がエージェント事業を行っている例もある。また「作家のマネージメント会社」「クリエーターキャスティング」を名乗る会社もある。
なおボイルドエッグズの契約第一号となった三浦しをんが日本で初めて代理人を仲介してデビューした作家である。他には万城目学や滝本竜彦などが、同様なルートでデビューを果たした。

## 出版業以外
欧米では映画や舞台の業界でも、脚本家や劇作家と制作会社の仲介する代理人が存在する。特に巨大産業であるハリウッド映画では欠かせない存在である。一例として、士郎正宗の攻殻機動隊の実写化において、原作の出版を行っている講談社ではなく、Production I.Gが代理人を担当している。前述のAARには脚本家や劇作家の代理人も加盟できる。
写真エージェンシーの中には著作権管理だけをする会社も存在している。

## 主なエージェント

### 著作権エージェント
- クリストファー・リトル・リテラリー・エージェンシー - クリストファー・リトルが経営するロンドンの会社。J・K・ローリング（2011年まで）、ダレン・シャン、A・J・クィネルなど主にイギリスの作家と契約している。
- ボイルドエッグズ - 村上達朗が独立して設立。
- コルク -  『モーニング』の編集者だった佐渡島庸平など講談社の編集者らが独立して設立。小説や漫画だけでなく広義のクリエイターを対象としている。安野モヨコや伊坂幸太郎と契約している[9]。
- ストレートエッジ - 三木一馬が独立して設立。三木が電撃文庫で担当していた鎌池和馬や川原礫らライトノベル作家の他、abecやブリキなどイラストレーターとも契約している。マネージメントの他、編集プロ業務やメディアミックスの監修、アニメーションの企画やゲームへの投資なども行うとしている。
- penlight-  遠山怜が独立して設立。商業作家のサポートのほか、コンテンツ制作も手がける。

### 著作権仲介エージェント
- 日本ユニ・エージェンシー - 宮田昇と矢野浩三郎が1967年に設立[10]。
- タトル・モリ　エイジェンシー[11] - 1948年に創業。日本の最大手著作権仲介エージェンシー。翻訳出版業界の市場シェア60%を仲介[12]。70年来の海外大手出版社の版権総代理店をつとめる。日本国内著作物の海外出版契約、海外著作物の国内出版契約の仲介、商品化、番組放送権なども取り扱っている。
- 株式会社フォルトゥーナ[13]-　2015年に創業。複数の海外大手出版社の版権総代理店のほか、日本国内著作物の海外出版契約の仲介、海外著作物の国内出版契約の仲介、作家の著作権エージェントも行っている。

### 個人
- 椎名ゆかり - 翻訳者兼代理人。
- O・A・クライン - SF作家だったがロバート・E・ハワードの代理人に集中するため執筆活動をやめている。